# Фридрих Герстекер
Фридрих Герстекер (на немски: Friedrich Gerstäcker) е германски пътешественик, преводач и писател, автор на пътеписи и приключенски романи предимно за младежката аудитория.

## Биография и творчество
Герстекер е роден в Хамбург на 10 май 1816 г. Син на оперните певци Самюел Герстекер и Фридерике Хърт. След смъртта на баща си той живее със сестра си Моли при чичо си Едуард Шютц в Брауншвайг. Там посещава класическото училище „Катаринеум-Мартино“. След завършване на средното училище през 1833 г. стажува няколко месеца в търговска къща в Касел. Връща се при майка си в Лайпциг, която го убеждава да се обучава като земеделски производител в имението „Дойбен“ в Грима, Саксония.
Герстекер е бил запален читател на произведенията на Даниел Дефо и Джеймс Фенимор Купър, които формират представата му за „Новия свят“. През 1837 г. отпътува за първи път за САЩ. Там работи каквото може, за да се издържа. Става пожарникар на параход, моряк, работи в земеделието, майстори сребърни изделия и прави търговия. Той не харесва градския живот, обикаля голяма част от САЩ, и прекарва известно време като ловец и трапер в индианските територии. През 1842 г. става хотелиер в Пойнт Купе, Луизиана, а след шест години на приключения в Дивия Запад, през 1843 г., се завръща в Германия.
Докато е в САЩ той редовно си води дневник, а записките от него изпраща като писма на майка си. Тя обаче ги предава на редактора на списание „Рози“, където се публикуват периодично. Така той се завръща като вече известен автор сред обществеността и поема по пътя на писателската си кариера. Събраните и обработени мемоари са публикувани през 1844 г. в сборника „Streif-und Jagdzüge durch die Vereinigten Staaten Nordamerikas“.
Герстекер се установява в Дрезден, където прави преводи на известни автори от английски. През 1845 г. се жени за Анна Зауер Аурора, дъщеря на художник от Дрезден. В Дрезден той написва и някои от първите си известни романи – „Арканзаски регулатори“ (1846) и „Пиратите по Мисисипи“ (1848). Участва като политически наблюдател в политическите отношения и събитията около революцията от 1848 г.
Успехът на произведенията му осигурява финансовата му стабилност на него, и на семейството му, и в периода 1849-1852 г. предприема пътуване по света като посещава Северна и Южна Америка, Австралия и Таити, Полинезия. В своя наниз от приключения преживява „златната треска“ в Калифорния, прекосява Тихия океан с китоловен кораб, и обикаля из Австралия при започването на „златната треска“ там. При завръщането си в Германия се установява в Лайпциг и пише голяма поредица от романи и пътеписи.
През 1860 г. Герстекер отива на поредното си пътуване до Южна Америка. В него той прави най-вече оглед на германските колонии и да отчете възможността за бъдещото пренасочване на потока от немска емиграция в тази посока, за което пише книгата „Achtzehn Monate in Süd-Amerika“. Завръща се през 1961 г., малко след смъртта на съпругата си. През 1862 г. прави пътуване до Египет заедно с херцог Ернст ІІ фон Кобургготски, след което се установява в Кобург, където пише редица пътеписи за своите пътешествия. През 1862 г. се жени за 19-годишна холандка Мари Луиз Фишер ван Гаасбек.
Последното си голямо пътуване Герстекер прави през 1867 г. по маршрута от Северна Америка, Мексико, Антилските острови и Венецуела. След него се установява в Брауншвайг и участва като кореспондент на пруско-френската война от 1870/71 г.
Произведенията му са вълнуващи приключенски романи и разкази, увлекателни пътеписи, които отразяват добре опознати пейзажи, истории и културни условия по целия свят. Те остават любими на младежката аудитория и до днес. Творчеството му привлича множество последователи, като Карл Май, които използват описания на пейзажи, цели разкази, мотиви и фигури от него.
В средата на подготовката си за поредното пътуване до Индия, Китай и Япония, след скандал с полицай, Фридрих Герстекер умира от инсулт на 31 май 1872 г. в Брауншвайг, Долна Саксония, Германия.
През 1947 г. в Брауншвайг е учредена най-старата литературна награда за юношеска литература „Фридрих Герстекер“, която се присъжда на всеки две години. Там през 1979 г. се основава обществена организация на негово име и с нейното съдействие през 1982 г. в Брауншвайг е отворен музей за автора и неговото творчество.

## Произведения
- Streif – und Jagdzüge durch die Vereinigten Staaten Nordamerikas (1844)
- Арканзаски регулатори: Роман за живота в горите на Арканзас, Die Regulatoren in Arkansas (1846)
- Die deutschen Auswanderer. Fahrten und Schicksale (1847)
- Mississippi-Bilder (1847)
- Reisen um die Welt (1847)
- Пиратите по Мисисипи, Die Flußpiraten des Mississippi (1848)
- Schießwaffen. Einige Worte über den Gebrauch und die Behandlung der Büchsen und Flinten (1848)
- Amerikanische Wald – und Strombilder (1849)
- Pfarre und Schule (1849)
- Wie ist es denn nun eigentlich in Amerika? (1849)
- Reisen (1853)
- Der Wahnsinnige (1853)
- Aus zwei Welttheilen (1854)
- Fritz Wildaus Abenteuer zu Wasser und zu Lande (1854)
- Таити, Tahiti (1854)
- Aus der See (1855)
- Aus Nord- und Südamerika (1855)
- Nach Amerika (1855)

- Nach Amerika! Zweiter Band (1855)
- Californische Skizze (1856)
- Der kleine Walfischfänger (1856)
- Das alte Haus (1857)
- Aus dem Matrosenleben (1857)
- Двамата каторжници, Die beiden Sträflinge (1857)
- Der kleine Goldgräber in Kalifornien (1857)
- Eine Gemsjagd in Tyrol (1857)
- Herrn Mahlhuber's Reiseabenteuer (1857)
- Waidmanns Heil (1857)
- Die Welt im kleinen. Für die kleine Welt (1857)
- Blauwasser (1858)
- Der erste Christbaum (1858)
- Лодкарят от Илинойс, Der Flatbootmann (1858)
- Gold (1858)

- Hell und Dunkel (1859)
- Inselwelt (1860)
- Germelshausen (1860)
- Der Kunstreiter (1861)
- Unter dem Aequator (1861)
- Achtzehn Monate in Süd-Amerika (1862)
- Heimliche und unheimliche Geschichten (1862)
- Aus meinem Tagebuch (1863)
- Die Colonie (1864)
- В дивия австралийски буш, Im Busch (1864)
- Das Märchen von dem Schneider (1864)
- Der Wilderer (1864)
- General Franco (1865)
- Pätz und Putz (1865)
- Сеньор Агила, Sennor Aguila (1865)
- Unter Palmen und Buchen (1865)
- Wilde Welt (1865)

- Der Erbe (1867)
- Eine Mutter (1867)
- Unter den Pehuenchen (1867)
- Hüben und drüben (1868)
- Die Missionäre (1868)
- Neue Reisen (1868)
- Бандата на Джейхокърите, Die Jay-Hawkers (1868)
- Kreuz und quer (1869)
- Ein Parcerie-Vertrag (1869)
- Die Blauen und die Gelben (1870)
- Buntes Treiben (1870)
- Nach dem Schiffbruch (1870)
- Изоставеният пиратски кораб, Das Wrack des Piraten (1870)
- In Mexico (1871)
- Verhängnisse (1871)
- Im Eckfenster (1872)
- In Amerika (1872)
- Ein Plagiar (1872)

## Филмография
- 1963 Die Flußpiraten vom Mississippi
- 1964 Die Goldsucher von Arkansas